# Breutelia scorpioides
Breutelia scorpioides là một loài rêu trong họ Bartramiaceae. Loài này được Müll. Hal. ex E. Britton Broth. mô tả khoa học đầu tiên năm 1904.